# 居尼
居尼（法語：Guny，法語發音：[ɡyni]）是法国上法兰西大区埃纳省的一个市镇，属于拉昂区。

## 地理
居尼（49°31'8"N, 3°16'3"E）面积9.32 平方千米，位于法国上法蘭西大區埃纳省，该省份为法国北部内陆省份，北起北部省，西接索姆省和瓦兹省，东临阿登省和马恩省，西南至塞纳-马恩省，东北部与比利时接壤。
与居尼接壤的市镇（或旧市镇、城区）包括：尚村、埃帕尼、蓬圣马尔、特罗利卢瓦尔。

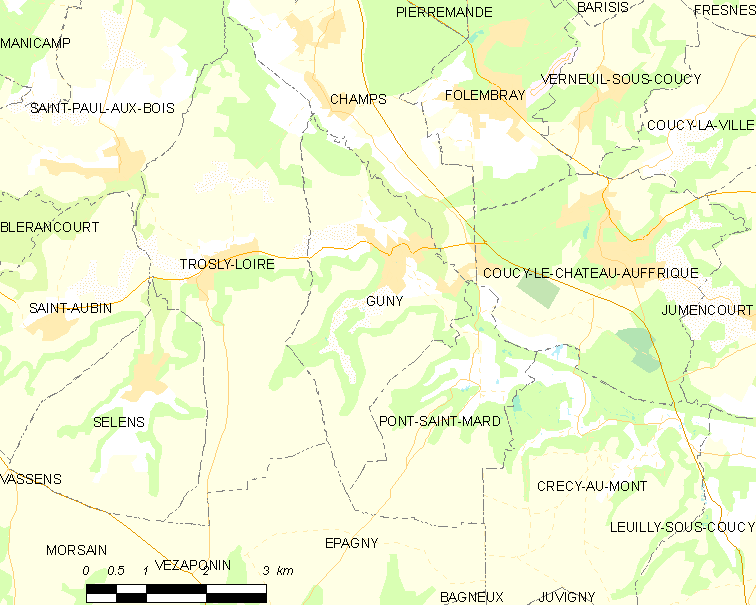
居尼的OSM定位图

居尼的时区为UTC+01:00、UTC+02:00（夏令时）。

## 行政
居尼的邮政编码为02300，INSEE市镇编码为02363。

## 政治
居尼所属的省级选区为埃纳河畔维克县。

## 人口

1962-2008年间居尼人口变化图示

居尼于2022年1月1日时的人口数量为363人。